# Ganda
Ganda – miasto w Angoli, w prowincji Benguela.